# Dolichopeza (Nesopeza) jobiensis
Dolichopeza (Nesopeza) jobiensis is een tweevleugelige uit de familie langpootmuggen (Tipulidae). De soort komt voor in het Australaziatisch gebied.